# CR Большого Пса
CR Большого Пса (лат. CR Canis Majoris) — двойная затменная переменная звезда типа Беты Лиры (EB) в созвездии Большого Пса на расстоянии приблизительно 3829 световых лет (около 1174 парсеков) от Солнца. Видимая звёздная величина звезды — от +13,1m до +12,1m. Орбитальный период — около 0,6241 суток (14,979 часов).